# Salische Franken

Overzicht van de 3e eeuw na Chr.

Salische Franken (of Saliërs) waren een noordwestelijke subgroep binnen het stamverband van de vroege Franken, die voor het eerst werden beschreven in historische bronnen uit de derde eeuw. Hun oorspronkelijke woonplaats was Salland, in het hedendaagse Overrijssel.
Een ander Frankisch stamverband, de Ripuarische Franken of Rijnfranken verbleven ter hoogte van Keulen, rond de oevers van de Rijn, waaraan dezen hun naam ontleenden: het Latijnse ripa betekent oever.

## Geschiedenis

### Etymologie
De naamgeving ("Salii") kan afkomstig zijn van het Germaanse woord *saljon dat vriend of kameraad betekent, wat aangeeft dat de term aanvankelijk een alliantie impliceerde.
Het etnoniem heeft geen verband met de naam voor de dansende priesters van Mars, die ook Salii werden genoemd. 

### Romeinse periode
De Salische Franken zouden van hun woonplaats in Salland door de Saksen zuidwaarts naar het Romeinse gebied verdreven zijn rond het jaar 260 tijdens de woelige tijden in het Romeinse Rijk en de Germaanse doorbraak aan de Rijngrens. Hun geschiedenis is opgeschreven door Ammianus Marcellinus en Zosimus. Toen de Pax Romana weer hersteld was, stond Caesar Constantius Chlorus in 297 de Saliërs toe om zich op het Insula Batavorum (eiland van de Bataven) te vestigen, dit was onderdeel van de civitas Batavorum (Bataafse gemeenschap). Dit vond plaats ten tijde van de creatie van de Romeinse provincie Germania Secunda, waar zij onder vielen. In de civitas Batavorum lag de Romeinse stad Ulpia Noviomagus Batavorum (Ulpias Trajanus Nijmegen van de Bataven), de stad Nijmegen kreeg deze naam toen het op initiatief van keizer Ulpias Trajanus gerenoveerd werd, de locatie van de stad was strategisch gelegen op de heuvels langs de rivier de Waal. De Saliërs kregen dezelfde rechten als de andere burgers van de civitas Batavorum en in ruil daarvoor werden zij tezamen, met name door Caesar Constantius Gallus geronseld voor de Romeinse krijgsdienst. Volgens Zosimus hadden de Saksen boten op de Rijn gebruikt om andere Frankische stammen te omzeilen die de Romeinse grens effectief beschermden, en om de Romeinse rivierdelta binnen te komen. Uiteindelijk vielen de Quaden met succes de civitas Batavorum binnen. Caesar Flavius Julianus rukte op met een leger om de orde te herstellen.
"[De Saksen, die alle barbaren in die streken overtroffen in moed, kracht en hardheid, stuurden de Quadi, een deel van hun eigen lichaam, uit tegen de Romeinse heerschappijen. Omdat ze werden tegengehouden door de Franken die in de buurt woonden, die bang waren Caesar een rechtvaardige gelegenheid te geven om hen opnieuw aan te vallen, bouwden ze al snel een aantal boten, waarmee ze over de Rijn zouden varen, voorbij het gebied van de Franken, en het Romeinse rijk binnengingen. Bij hun aankomst in Batavia, dat een eiland is, zo gevormd door de aftakkingen van de Rijn, veel groter dan enig ander rivier-eiland, verdreven ze de Salii, een volk dat afstamde van de Franken, die door de Saksen uit hun eigen land waren verdreven. Dit eiland, hoewel voorheen alleen onderworpen aan de Romeinen, was nu in het bezit van de Salii. Toen Caesar dit vernam, probeerde hij de plannen van de Quadi tegen te gaan; en gaf eerst zijn leger het bevel hen snel aan te vallen; maar niet: om een van de Salii te doden, of om hen te verhinderen het Romeinse grondgebied binnen te gaan, omdat ze niet als vijanden waren gekomen, maar daarheen waren gedwongen door de Quadi. Zodra de Salii hoorden van de vriendelijkheid van de Caesar, gingen sommigen van hen met hun koning mee naar het Romeinse grondgebied, terwijl anderen naar de uiterste hoeken van hun land vluchtten. Maar ze gaven allemaal nederig hun leven en fortuin aan de genadige bescherming van Caesar    "
Caesar Julianus de Afvallige stond de Salii vervolgens toe zich te vestigen in het gebied apud Oxandriam locum (Toxandrië), dat waarschijnlijk onder de civitas Tongrorum viel. Ze zouden hierna militaire eenheden vormen in het Romeinse rijk. Ze zijn namelijk genoemd in de Notitia dignitatum, die is opgeschreven tussen het jaar 402 en 427 na Chr., die Romeinse militaire eenheden benoemd aan het einde van de 4e eeuw. (de Salii iuniores Gallicani, gelegerd in Hispania, en de Salii seniores, gelegerd in Gallië).

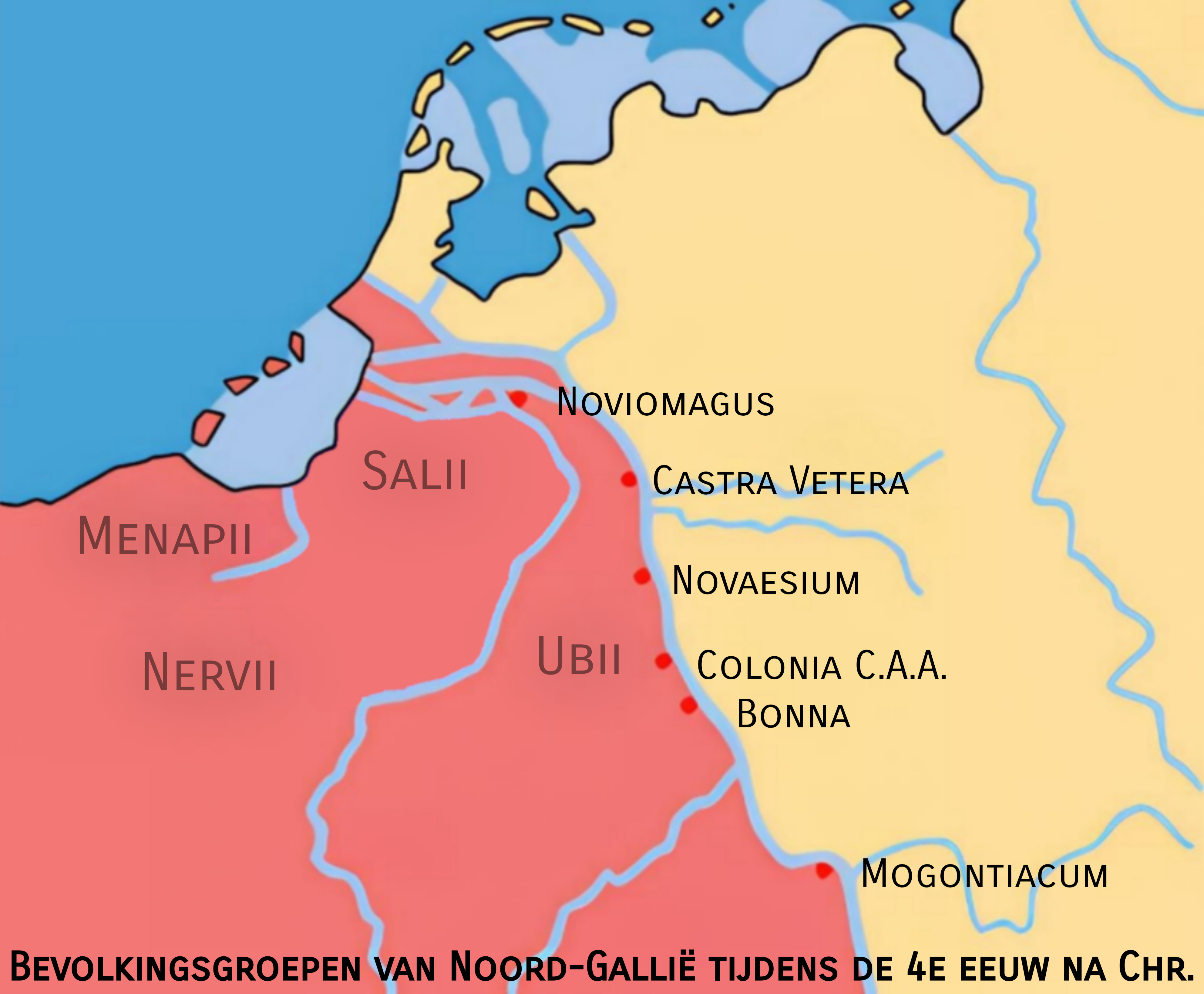

## Taal
De Salische Franken spraken Oudnederfrankisch, een voorloper van Oudnederlands. Er zijn enkele vroege runenschriften met Oudnederfrankisch overgeleverd, een daarvan is de Runeninscriptie van Bergakker. Deze inscriptie heeft tot veel discussie onder taalkundigen geleid. Er wordt aangenomen dat de inscriptie van ongeveer 425-450 dateert en Frankisch is. Uit deze tijd zijn van de Franken in wat nu Nederland is zeer weinig sporen teruggevonden. De vondst bevestigt niet alleen de aanwezigheid van de Salische Franken in de Rijndelta, dat toenmalig bekend stond als het Insula Batavorum (eiland van de Bataven), maar ook dat de Franken van runen gebruik maakte.

## Mythologie
De Salische Franken hadden een polytheïstische geloofsovertuiging, die behoorde tot de Germaanse mythologie.
De Salische Franken hadden volgens Eduardo Fabbro een speciale toewijding aan de god Ing. Het heidense geloof bloeide onder de Franken tot aan de bekering van Clovis tot het christendom, waarna het langzaam verdween. Sinds de vroege Merovingische tijd bestond de traditie van een door ossen of stieren getrokken kar. De dieren die de kar trokken, hadden een bijzondere status. Volgens de Salische wet werd het stelen van deze dieren vergolden met een hoge straf. In het graf van Childeric werd een kunstig uit goud bewerkte stierenkop gevonden. Dit zou kunnen wijzen op een herinnering aan een oud vruchtbaarheidsritueel die verbonden was met de Franken. 
Hoewel de speer zowel een attribuut van Wodan was, als van de Merovingische vorsten, werd er geen afstamming van Wodan opgeëist, zoals vele andere Germaanse stammen wel deden. Verschillende verslagen uit de Merovingische tijd vermelden dat de Franken geloofden dat hun voorouders oorspronkelijk vanuit Pannonia aan de Donau naar hun thuisland in het Rijnland verhuisden. Deze omvatten de Geschiedenis van de Franken die in de 6e eeuw werd geschreven door Gregorius van Tours, een werk uit de 7e eeuw dat bekendstaat als de Kroniek van Fredegar, en het anonieme Liber Historiae Francorum, dat een eeuw later werd geschreven. Hoewel Gregorius niet diep op het verhaal inging, rapporteerde hij dat net als in het mythische oorsprongsverhaal van de Romeinen, dat werd gecreëerd door Vergilius, de Franken afstamden van het Trojaanse koningshuis, dat ontsnapte na de Val van Troje. Fredegars versie, waarin de dichter Vergilius bij naam wordt genoemd, verbond de Franken niet alleen met de Romeinen, maar ook met de Frygiërs, Macedoniërs en Turken. Hij meldde ook dat zij een nieuwe stad aan de Rijn hadden gebouwd, genaamd Troje, naar hun voorouderlijk huis. De stad die hij in gedachten had, is waarschijnlijk de stad die nu bekendstaat als Santen, dit is een hernaming van de oorspronkelijke naam dat in de middeleeuwen bekendstond als Troja Minor (Klein Troje), de naam Santen is overgenomen van een bijgelegen oordje, dat op zijn beurt overgenomen is van een bijgelegen sticht, die was opgericht in 751 genaamd "ad sanctos" (Bij de heiligen).

## Voetnoten
1. ↑  Zosimus Nova Historia Boek III